# متیلن آبی نو
متیلن آبی نو (به انگلیسی: New methylene blue) با فرمول شیمیایی C۱۸H۲۲N۳S:SCl ZnCl۲ یک ترکیب شیمیایی است. که جرم مولی آن ۴۸۴٫۲۲ g/mol می‌باشد. 